# Amyna impedita
Amyna impedita là một loài bướm đêm trong họ Noctuidae.